# Дания на «Детском Евровидении — 2003»
Дания принимала у себя конкурс «Детское Евровидение — 2003», который прошёл в Копенгагене, 15 ноября 2003 года. На конкурсе страну представила Энн Гадегаард с песней «Arabiens drøm», выступившая тринадцатой. Она заняла пятое место, набрав 93 балла.

## Национальный отбор
Национальный отбор прошёл 3 мая 2003 года в два этапа: финал и суперфинал. В финале приняло участие 10 песен, и 5 из них прошли в суперфинал, где был определён победитель. Ведущими шоу были Камилла Оттесен и Гордон Кеннеди. Победитель был определён региональным голосованием и СМС-голосованием.
| Финал — 3 мая 2003 | Финал — 3 мая 2003 | Финал — 3 мая 2003               |
| №                  | Артист             | Песня                            |
| ------------------ | ------------------ | -------------------------------- |
| 01                 | Джули и Софи       | «Vi er venner»                   |
| 02                 | Эби                | «Jeg er den som jeg er»          |
| 03                 | B-Boys             | «Vi gi'r den op»                 |
| 04                 | Линетт             | «Den eneste ene»                 |
| 05                 | Tue                | «Ta' mig som jeg er»             |
| 06                 | Shout              | «Jeg tror, det kaldes kærlighed» |
| 07                 | Александр          | «Super sød sag»                  |
| 08                 | Нанна              | «Er der nogen der ved»           |
| 09                 | Sami               | «Hvad hvis nu»                   |
| 10                 | Энн Гадегаард      | «Arabiens drøm»                  |

| Суперфинал — 3 мая 2003 | Суперфинал — 3 мая 2003 | Суперфинал — 3 мая 2003          | Суперфинал — 3 мая 2003 | Суперфинал — 3 мая 2003 |
| №                       | Артист                  | Песня                            | Место                   | Баллы                   |
| ----------------------- | ----------------------- | -------------------------------- | ----------------------- | ----------------------- |
| 01                      | Джули и Софи            | «Vi er vinner»                   | 5                       | 20                      |
| 02                      | B-Boys                  | «Vi gi'r den op»                 | 3                       | 44                      |
| 03                      | Tue                     | «Ta' mig som jeg er»             | 4                       | 30                      |
| 04                      | Shout                   | «Jeg tror, det kaldes kærlighed» | 2                       | 46                      |
| 05                      | Энн Гадегаард           | «Arabiens drøm»                  | 1                       | 60                      |

## На «Детском Евровидении»
Финал конкурса транслировал телеканал DR1, комментатором которого был Николай Мольбек. Энн Гадегаард выступила под тринадцатым номером перед Швецией и после Великобритании, и заняла пятое место, набрав 93 балла.

## Голосование[6]
| Баллы     | Страна                            |
| --------- | --------------------------------- |
| 12 баллов | Испания Швеция                    |
| 10 баллов |                                   |
| 8 баллов  | Норвегия                          |
| 7 баллов  | Бельгия Мальта Северная Македония |
| 6 баллов  | Греция Латвия Румыния             |
| 5 баллов  | Белоруссия Польша                 |
| 4 балла   | Великобритания Кипр               |
| 3 балла   |                                   |
| 2 балла   | Нидерланды Хорватия               |
| 1 балл    |                                   |

| Баллы     | Страна         |
| --------- | -------------- |
| 12 баллов | Великобритания |
| 10 баллов | Мальта         |
| 8 баллов  | Хорватия       |
| 7 баллов  | Бельгия        |
| 6 баллов  | Испания        |
| 5 баллов  | Швеция         |
| 4 балла   | Белоруссия     |
| 3 балла   | Норвегия       |
| 2 балла   | Нидерланды     |
| 1 балл    | Греция         |